# 허먼 워크

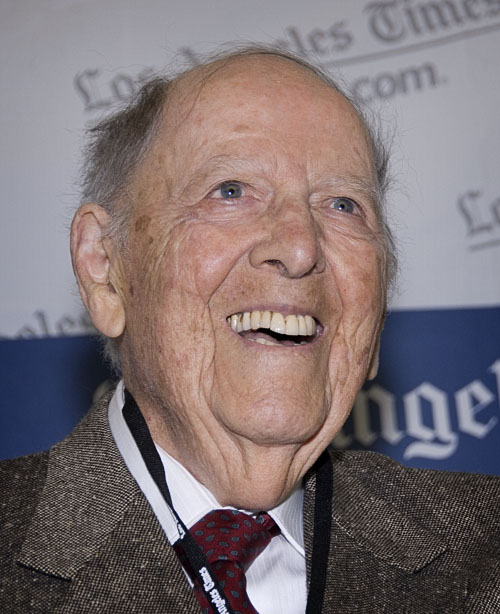
허먼 워크 (2010년)

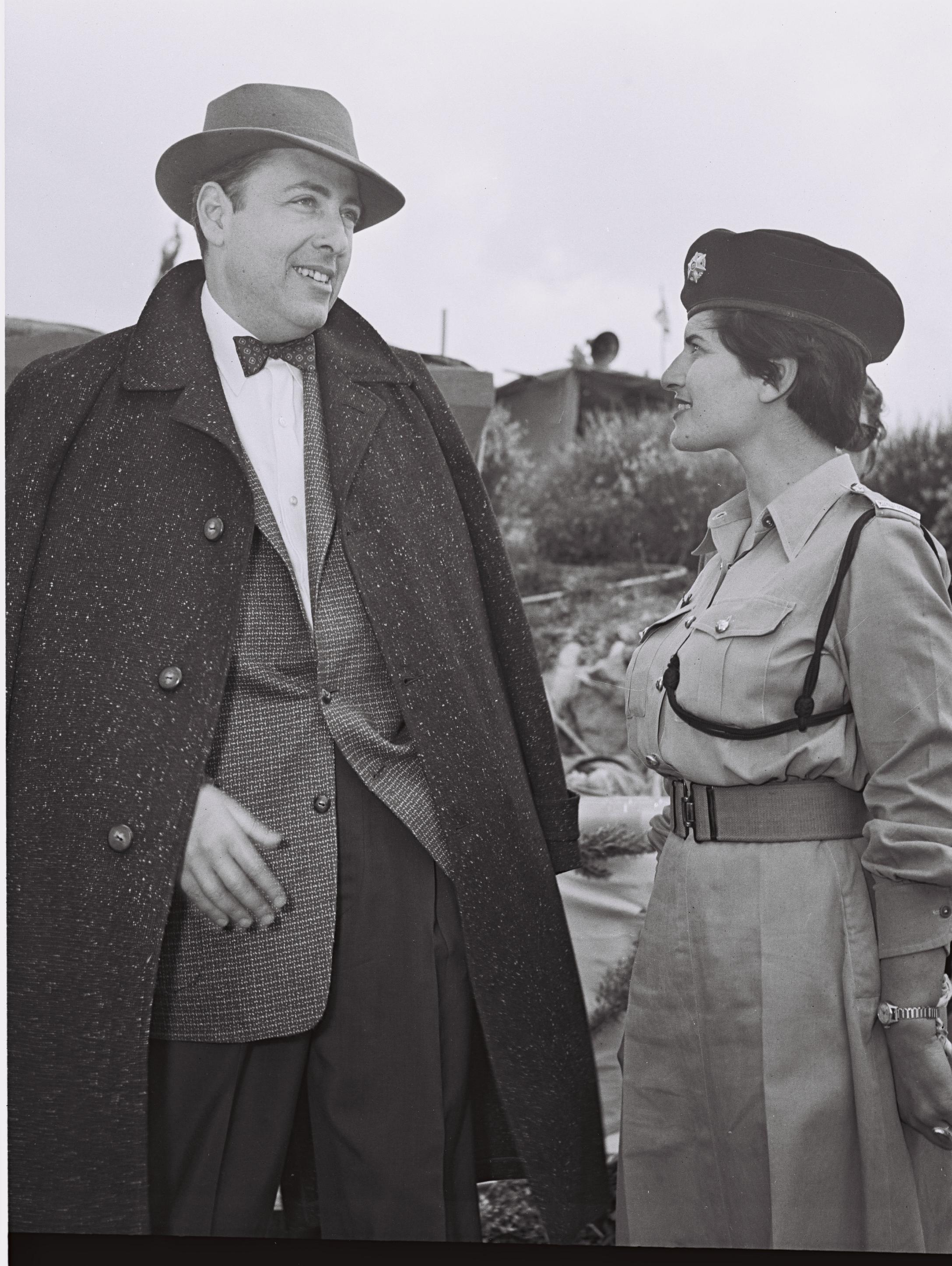
1955년 예루살렘을 방문한 허먼 워크

허먼 워크(영어: Herman Wouk, 1915년 5월 27일 뉴욕주 뉴욕 ~ 2019년 5월 17일 캘리포니아주 팜스프링스)는 미국의 소설가이다.

## 생애
뉴욕주 뉴욕에서 러시아계 유대인 가문의 아들로 태어났다. 1934년에 컬럼비아 대학교를 졸업했으며 제2차 세계 대전 중이던 1941년부터 1945년까지 미국 해군 장교로 복무했다.
1951년에는 미국 해군 소해정(掃海艇)의 함장과 해군 장교 간의 대립을 묘사한 소설 《케인호의 반란》(The Caine Mutiny)을 발표했고 1952년에 퓰리처상 픽션 부문 수상자로 선정되었다. 1954년 미국에서는 그의 소설을 원작으로 한 영화 《케인호의 반란》(The Caine Mutiny Court-Martial)이 개봉되기도 했다.
그 외의 소설로는 《오로라의 새벽》(Aurora Dawn, 1947년), 《도시의 소년》(The City Boy, 1948년), 《반역자》(The Traitor, 1949년), 《메조리 모닝스타》(Marjorie Morningstar, 1955년), 《이것이 나의 신》(This is My God, 1959년), 《전쟁의 폭풍》(The Winds of War, 1971년), 《전쟁과 추억》(War and Remembrance, 1978년) 등이 있다.